# Pterolophia nigrosparsa
Pterolophia nigrosparsa là một loài bọ cánh cứng trong họ Cerambycidae.